# Protestele din Rusia din 2021
Protestele din Rusia din 2021 au început la 23 ianuarie 2021 în sprijinul liderului opoziției arestat Aleksei Navalnîi și după lansarea documentarului Palatul lui Putin care se învârte în jurul legăturii dintre președintele Putin și pretinsul palat care i se construiește, Palatul lui Putin. Potrivit serviciului BBC Russian, au avut loc proteste în 122 de orașe din Rusia.

## Fundal
Navalnîi a fost spitalizat la 20 august 2020, în stare gravă după ce a fost otrăvit cu un agent neurotoxic în timpul unui zbor de la Tomsk la Moscova. A fost evacuat medical la Berlin și externat la 22 septembrie. Folosirea agentului neurotoxic Noviciok a fost confirmată de Organizația pentru Interzicerea Armelor Chimice (OPCW). Deși Kremlinul a negat acuzațiile de otrăvire, UE și Marea Britanie au răspuns prin impunerea de sancțiuni asupra a șase mari oficiali ruși și unui centru chimic de stat. Navalnîi l-a acuzat pe Președintele Vladimir Putin că este responsabil pentru otrăvirea sa. O investigație făcută de Bellingcat și de The Insider i-a implicat pe agenții de la Serviciul Federal de Securitate (FSB) în otrăvirea lui Navalnîi.
Navalnîi s-a întors în Rusia pe 17 ianuarie 2021, unde a fost imediat reținut pentru acuzații de încălcare a termenilor unei pedepse cu suspendare. Înainte de întoarcere, Serviciul Federal al Penitenciarelor (FSIN) a spus că Navalnîi ar putea fi condamnat la închisoare la sosirea sa la Moscova pentru încălcarea condițiilor de probă, spunând că ar fi „obligat” să-l rețină odată ce s-a întors; în 2014, Navalnîi a primit o pedeapsă cu suspendare în cazul Yves Rocher, pe care l-a numit motivat politic și în 2017, Curtea Europeană a Drepturilor Omului a decis că Navalny a fost condamnat pe nedrept. Comitetul pentru Investigație din Rusia a mai spus că îl anchetează pe Navalnîi pentru o posibilă fraudă. Decizia curții din următorarea zi a decis încarcerarea lui Navalnîi pentru încălcarea condiționării sale. O secție improvizată a fost înființată în secția de poliție în care era ținut Navalnîi. O altă audiere va avea loc pe 29 ianuarie pentru a stabili dacă pedeapsa cu suspendare ar trebui înlocuită cu o pedeapsă cu închisoarea. Navalnîi a descris procedura ca „nelegiuirea supremă”. El de asemenea și-a chemat susținătorii să iasă în stradă, spunând: ”Nu fiți tăcuți. Rezistați. Ieșiți în stradă—nu pentru mine, ci pentru voi”. Șeful rețelei regionale Navalnîi, Leonid Volkov, a declarat că se fac pregătiri pentru ca protestele să fie organizate în toată țara pe 23 ianuarie.
În timp ce se afla în închisoare, a fost publicat un videoclip al unei investigații a lui Navalnîi și a Fundației sale anticorupție (FBK), care îl acuza pe Putin de corupție. Videoclipul i-a făcut pe oameni să iasă în stradă. Înainte ca protestele să înceapă, videoclipul a fost văzut de mai bine de 60 de milioane de oameni pe YouTube. Videoclipul a fost lansat la 19 ianuarie, și a doua zi, gardianul de comunicații de stat Roskomnadzor cerea rețelelor sociale VKontakte (VK) și TikTok să oprească răspândirea apelurilor la proteste. Eficacitatea acestor apeluri este disputată.
Arestările mai multor asistenți și aliați ai lui Navalnîi, inclusiv Lyubov Sobol, au început pe 21 ianuarie. Mulți au fost închiși sau amendați, Sobol a fost eliberat. Ministerul Afacerilor Interne de asemenea a amenințat că o să-i trimită în judecată pe cei care răspândesc apeluri pentru a se alătura protestelor. De asemenea Procuratura Generală a ordonat cenzorului, Roskomnadzor, să blocheze accesul la paginile care fac apel la proteste.. La 22 ianuarie, Direcția Principală a Ministerului Afacerilor Interne pentru Moscova a emis o declarație de avertisment împotriva apelurilor la proteste sau participarea la ele. A afirmat că orice încercare de a organiza evenimente neautorizate, precum și „acțiuni provocatoare ale participanților” vor fi considerate ca o „amenințare la adresa ordinii publice” și vor fi „imediat suprimate. Rețelele social media au început să șteargă informațiile despre proteste. VK a blocat accesul la un număr de pagini ale protestelor, paginile precizând că a fost blocat la cerința Parchetului General. Roskomnadzor a mai declarat că VK, Instagram, TikTok și YouTube au blocat un anumit conținut care implica ”copii să participe la protestele ilegale”. În orice caz, Facebook și YouTube au contracarat această afirmație. Facebook a spus că „a primit solicitări de la autoritatea de reglementare locală de a restricționa accesul la anumite conținuturi care fac apel la protest. Întrucât acest conținut nu încalcă standardele noastre comunitare, rămâne pe platforma noastră”.

## Evenimente

### 23 ianuarie

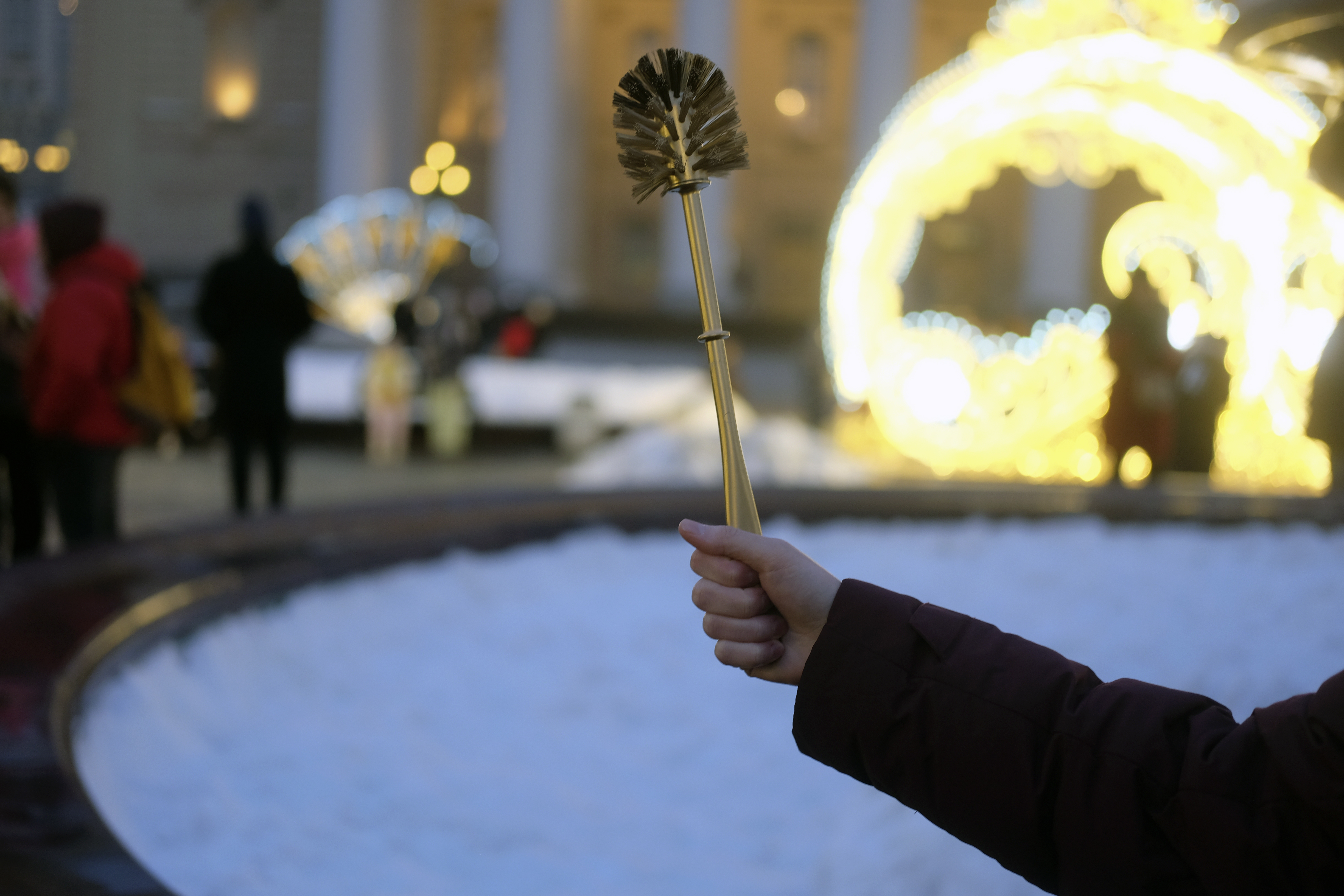
Unii protestatari au ținut perii de toaletă, făcând referire la investigația Navalnîi asupra presupusului palat al lui Putin

Reuters a estimat că peste 40.000 de protestatari s-au adunat în Moscova. Autoritățile au dat o estimare de doar 4.000 de participanți, în timp ce alții estimează între 15.000 și 25.000 de participanți. Protestatarii au început să se adune pe Strada Tverskaya și în Piața Pushkinskaya cu o procesiune care se termină lângă Matrosskaya Tishina unde era ținut Navalnîi. Scutierii din oraș au început să rupă protestul și să rețină participanții înainte ca acesta să înceapă. Soția lui Aleksei Navalnîi, Yulia Navalnaya, a fost reținută de poliție la ieșirea din stația de metrou din Moscova Teatralnaya; a fost lăsată să plece după ce a fost reținută 3 ore. Aliatul lui Navalnîi, Lyubov Sobol, de asemenea, a fost reținut la scurt timp după sosirea în Piața Pushkinskaya și ulterior a fost amendat. Ciocnirile dintre poliție și protestatari au izbucnit. În bulevardul Tsvetnoy, o mașină FSB a fost oprită de o mulțime de protestatari și a fost lovită cu bulgări de zăpadă, iar șoferul mașinii ar fi suferit un traumatism ocular.. Comitetul de anchetă a declarat că a deschis o anchetă asupra cazurilor de violență împotriva poliției. Rapperul rus Noize MC, rapperul Vladi din grupul Kasta, regizorul Vasily Sigarev, scriitorul Dmitry Bykov și alții au participat la protestul din Piața Pushkinskaya.
Potrivit Kommersant, aproximativ 5.000 de protestatari s-au aduntat în St.Petersburgh. Potrivit MBKh Media, în jur de 10.000 de protestatari au participat la protest. Protestatarii s-au adunat în Piața Senatului, au mers spre Nevsky Prospekt și Catedrala Kazan, până la Terenul lui Marte, unde poliția a început să disperseze protestatarii. Un videoclip cu un scutier care lovea o femeie în stomac a circulat în online. Ulterior femeia ar fi fost dusă la terapie intensivă. Poliția și a cerut scuze pentru incident și a fost raportat că Ministerul Afacerilor Interne a deschis o anchetă. Potrivid OVD-Info, mai mult de 500 de oameni au fost arestați.

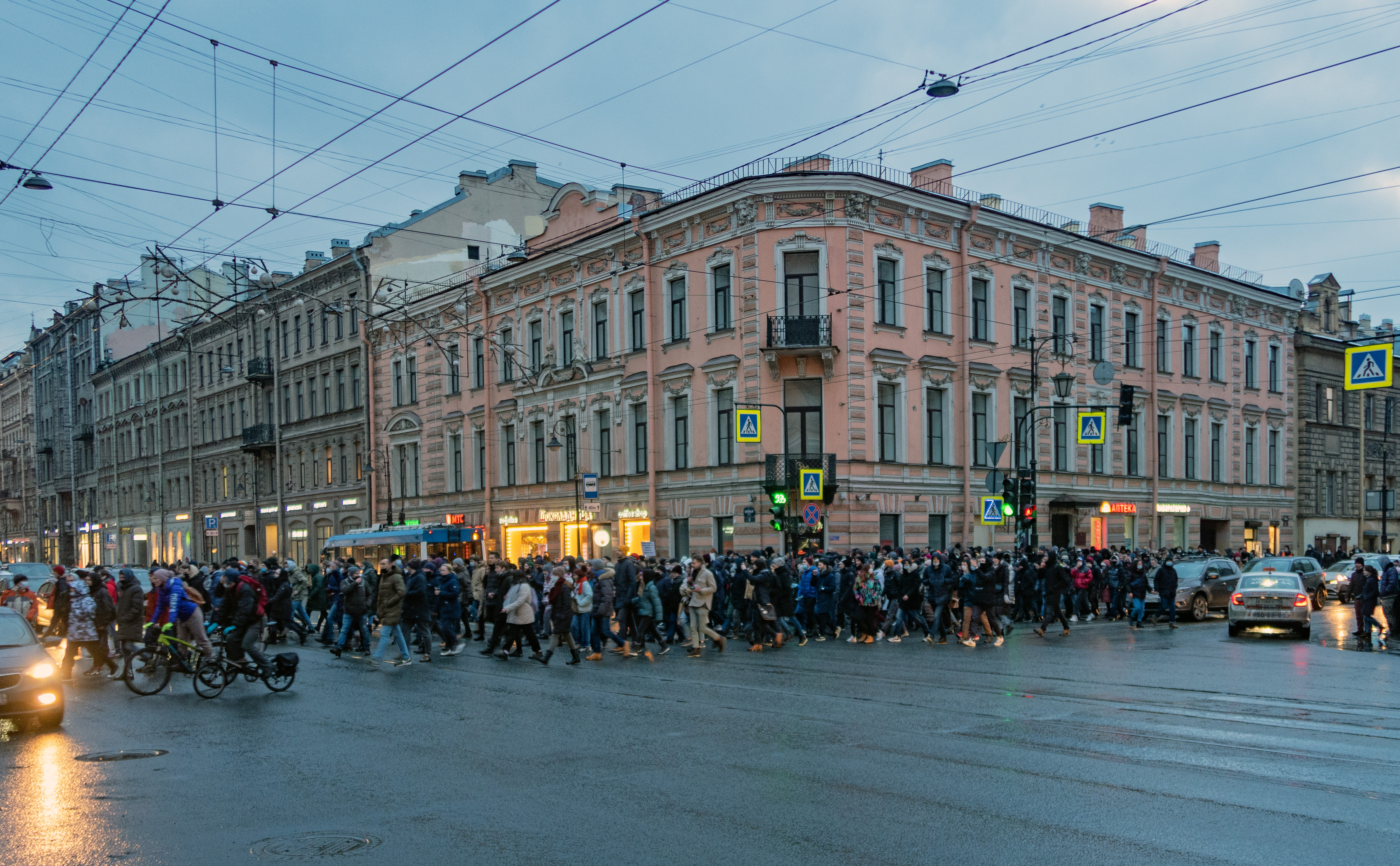
Bulevardul Liteyny, Sankt Petersburg

Alte proteste au mai avut loc în Siberia, unde au protestat în jur de 4.000 de oameni, în Perm între 3.000 și 10.000 de protestatari, potrivit MBKh Media, în jur de 2.500 de protestatari s-au adunat în Ufa. În jur de 5.000 de oameni s-au adunat în Celeabinsk, în jur de 3.000 au protestat în orașele Samara și Arkhangelsk.În Kazan, s-a estimat că între 3.000 și 4.000 de protestatari s-au adunat la protest care a început pe Strada Bauman. În Kalinigrad, în jur de 3.000 de oameni s-au adunat, care au mers spre Piața Victoriei.
În Orientul Îndepărtat la Vladivostok, au participat 3.000 de protestatari potrivit Novaya Gazeta.
În unele orașe rusești, au existat întreruperi ale rețelei de internet și telefonie mobilă. Probleme de comunicare au fost raportate în orașe, inclusiv Moscova, Sankt Petersburg, Krasnodar, Tiumen, Celeabinsk, Ekaterinburg, Voronej, Rostov-pe-Don și Saratov. Utilizatorii Twitter din Rusia au raportat, de asemenea, probleme de acces la rețea.

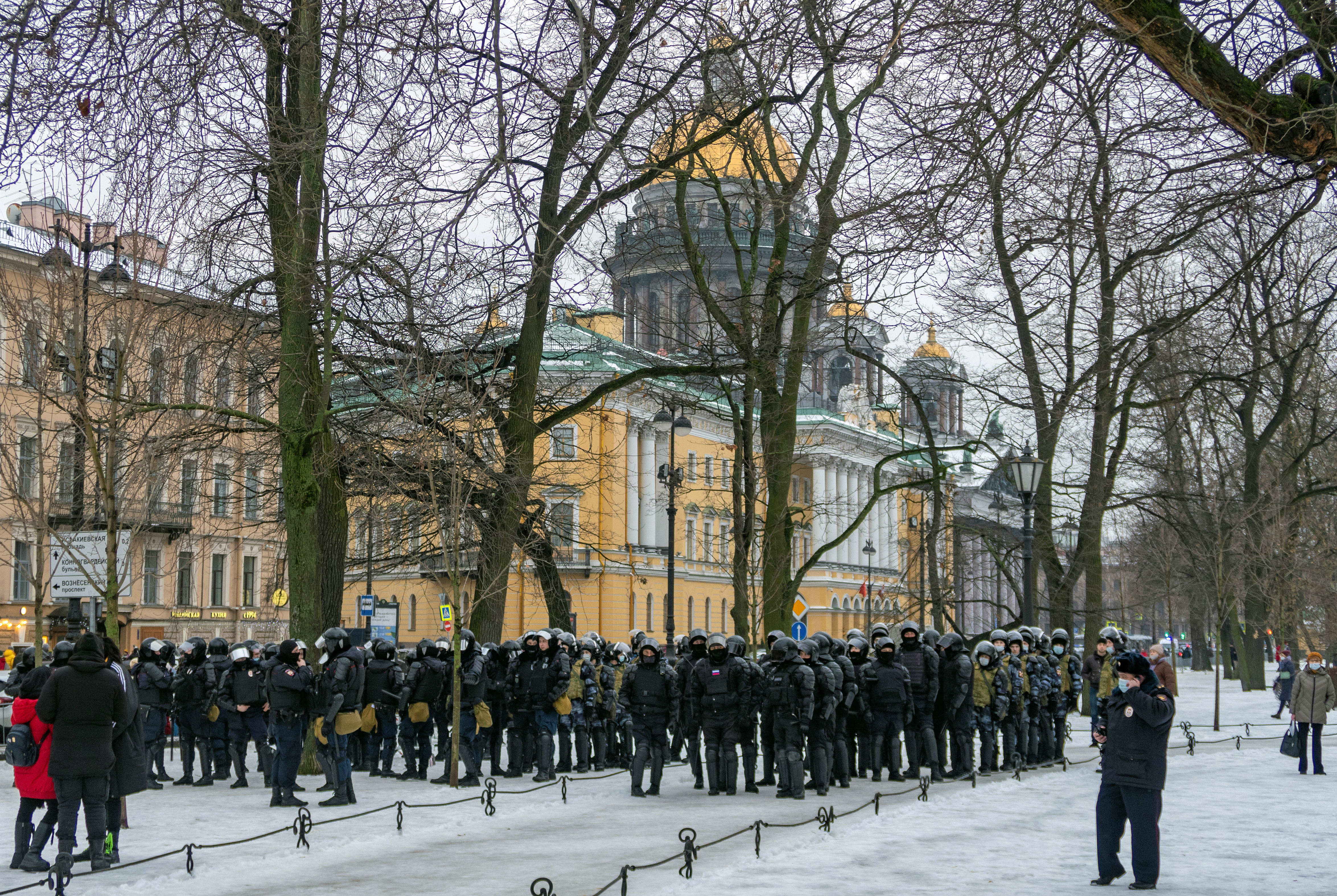
Grădina lui Alexandru, Sankt Petersburg

3.893 de oameni din toată țara au fost reținuți în acea zi, cu peste 1.400 dintre ei la Moscova, potrivit OVD-Info.

### Urmări
Asistentul lui Navalnîi, Leonid Volkov cofondatorul Partidului Rusia Viitorului, a declarat că echipa lui Navalnîi intenționează să organizeze mai multe proteste pe 31 ianuarie și apoi, în fiecare weekend următor, până când sunt îndeplinite cererile lor (oarecum similar cu ceea ce se întâmplă în Belarus din august 2020). De asemenea, Volkov a spus că următoarele proteste se vor ține în afara sediilor FSB în Piața Lubyanka, precum și în Piața Staraya, unde se află birourile administrației prezidențiale. A spus că organizatorii au decis să țină protestatarii în afara clădirii FSB deoarece aceștia sunt „otrăvitorii” și birourile administrației prezidențiale, deoarece „iau deciziile cu privire la închiderea sau eliberarea lui Navalnîi”.
Până pe 25 ianuarie, instanțele cu jurisdicție generală din Moscova au primit 448 de cazuri de infracțiuni administrative; Din care 441 au fost în conformitate cu articolul 20.2 (încălcarea regulilor de protest) din Codul administrativ și 7 în conformitate cu partea 1 a articolului 19.3 (nerespectarea unui ordin legal sau cererea unui ofițer de poliție, militar sau funcționar).
Un utilizator de TikTok și prietenii săi au fost reținuți pentru că ar fi vandalizat o mașină FSB la Moscova în timpul protestelor. Un videoclip difuzat pe scară largă arăta protestatarii care atacau mașina, șoferul ar fi fost internat cu o rană gravă la ochi. La 26 ianuarie, a fost raportat că 20 de dosare penale au fost deschise de către Comitetul de Anchetă în urma protestelor, majoritatea fiind sub violență împotriva autorităților. La 28 ianuarie, Comitetul de Anchetă a deschis de asemenea un dosar penal împotriva lui Volkov pentru că ”a incitat minorii să comită fapte ilegale”.

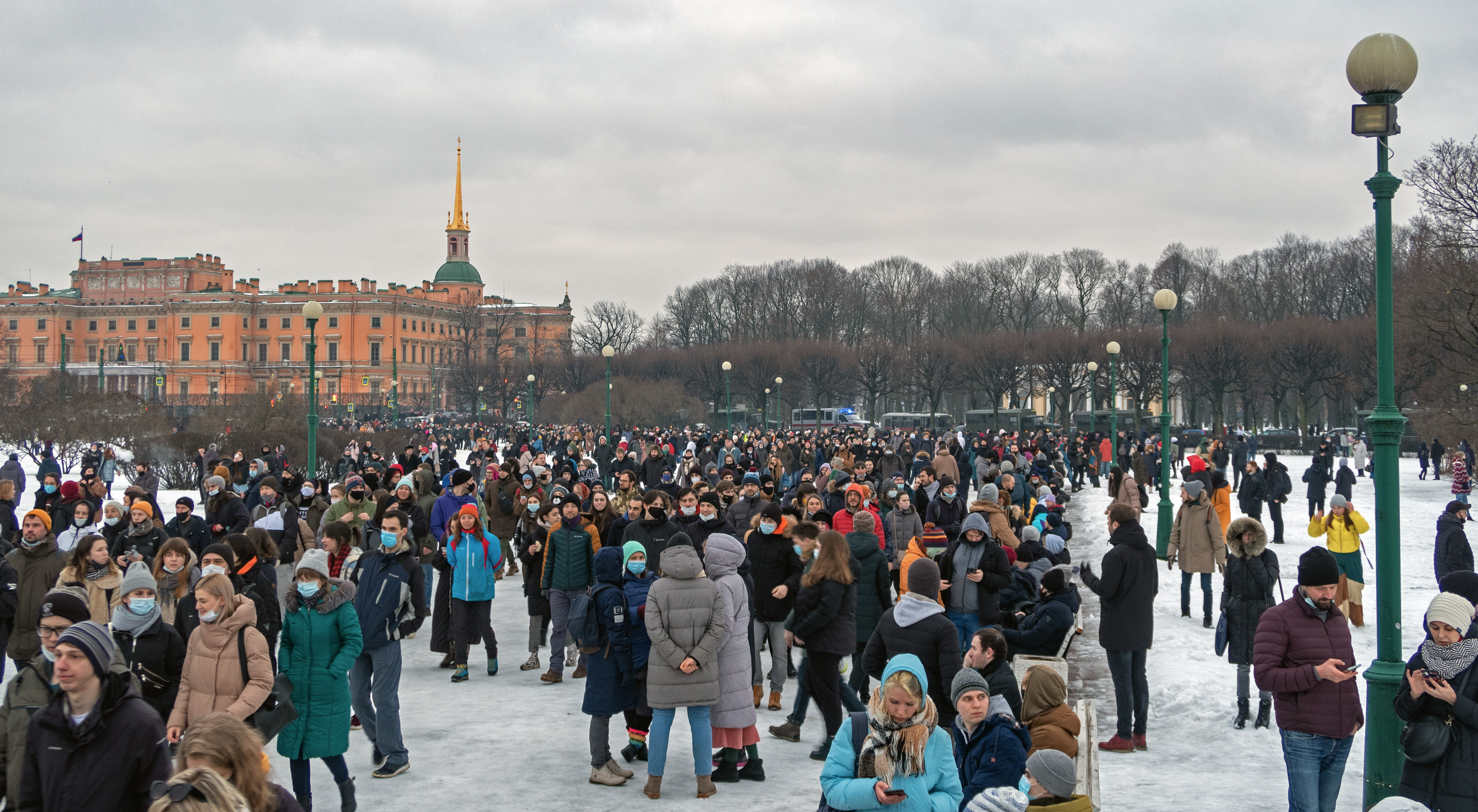
Câmpul lui Marte, Sankt Petersburg

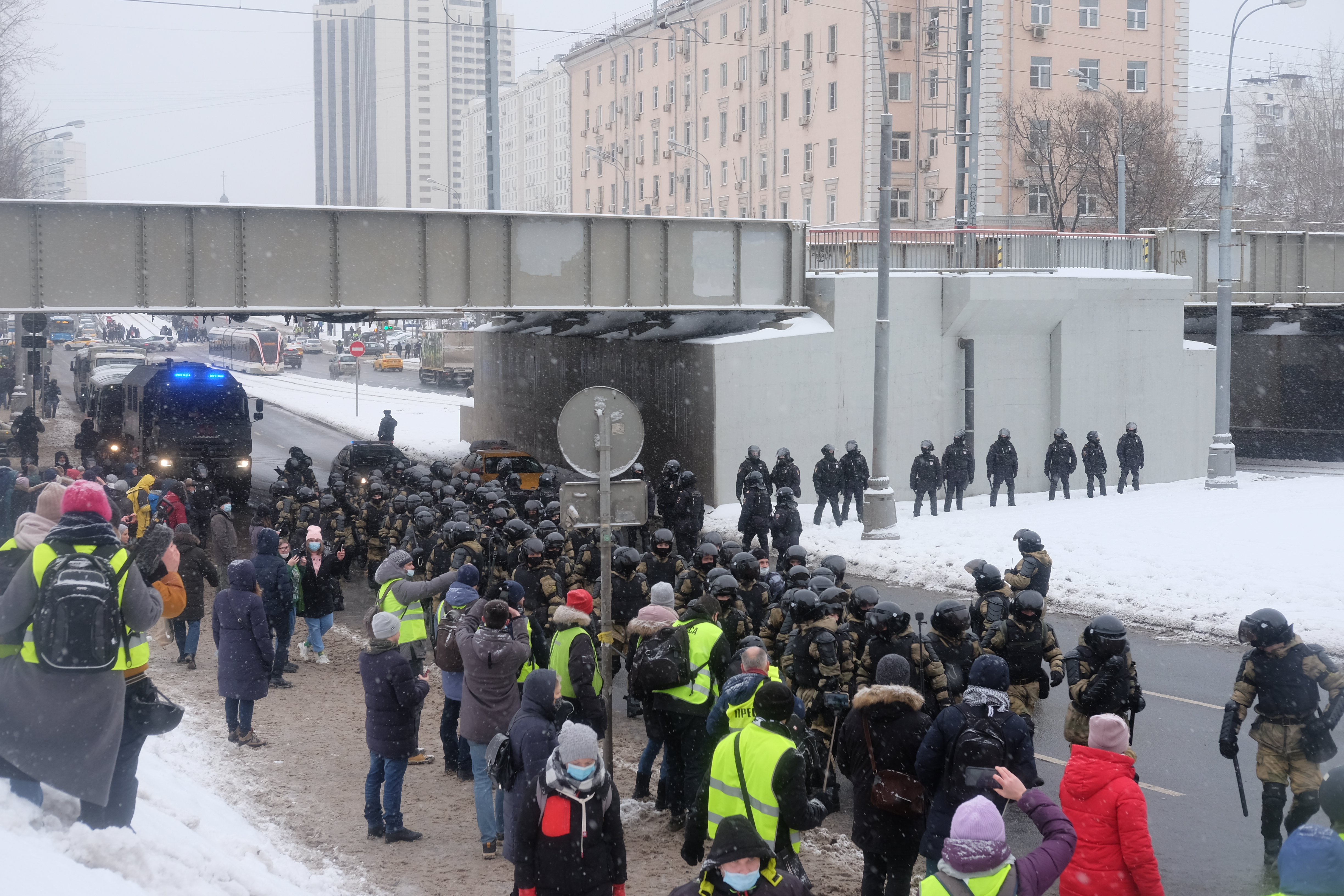
Strada Rusakovskaya, Moscova

O femeie care a fost lovită de către un polițist antirevoltă în timpul protestului într-un videoclip difuzat a fost internată din nou după ce starea ei s-a agravat. După ce a fost eliberată din spital în ziua de după protest, a spus că a acceptat scuzele ofițerului, care a vizitat-o la spital, oricum a spus mai târziu că a făcut asta pentru că a vrut să fie lăsată singură. Procuratura din Sankt Petersburg a declarat că investighează incidentul, în timp ce Vyacheslav Volodin, președintele Dumei de Stat, l-a apărat pe ofițerul de poliție, spunând că „i se împiedică să își îndeplinească atribuțiile”.
În următoarele zile, poliția rusă a percheziționat apartamentul lui Navalnîi conform echipei lui Navalnîi, înainte de un alt protest la nivel național din 31 ianuarie. În apartament era prezent fratele lui Navalnîi, Oleg, care a fost luat de polițiști în urma percheziției. FBK a mai spus că ofițerii i-au percheziționat sediul și studioul „Navalnîi Live”, precum și apartamentul lui Kira Yarmysh și medicului lui Navalnîi, Anastasia Vasilyeva. Șeful FBK, Ivan Jdanov, a declarat că Ministerul Afacerilor Interne a efectuat percheziții în cadrul articolului 236 din Codul penal al Rusiei referitoare la încălcarea standardelor sanitare și epidemiologice.
Coordonatorul lui Navalny la Nijni Novgorod, Roman Tregubov, a fost arestat la 28 ianuarie, iar a doua zi a fost condamnat la cinci zile de închisoare. La 30 ianuarie, cu o zi înainte ca protestele să înceapă din nou, a fost publicat un videoclip cu el în care își anunța demisia și îi îndeamnă pe oameni să nu meargă la proteste. Avocatul său a declarat că a primit amenințări înainte ca filmul să fie înregistrat și, de asemenea, a împărtășit o fotografie a unei scrisori scrise de acesta, adresată procurorului local și șefului instanței regionale a orașului, unde a spus că „declarații, mărturii sau contestațiile „care vin de la el fără prezența avocatului său ar trebui considerate a fi„ obținute sub tortură, presiune sau alte forțe exterioare”.

### 31 ianuarie

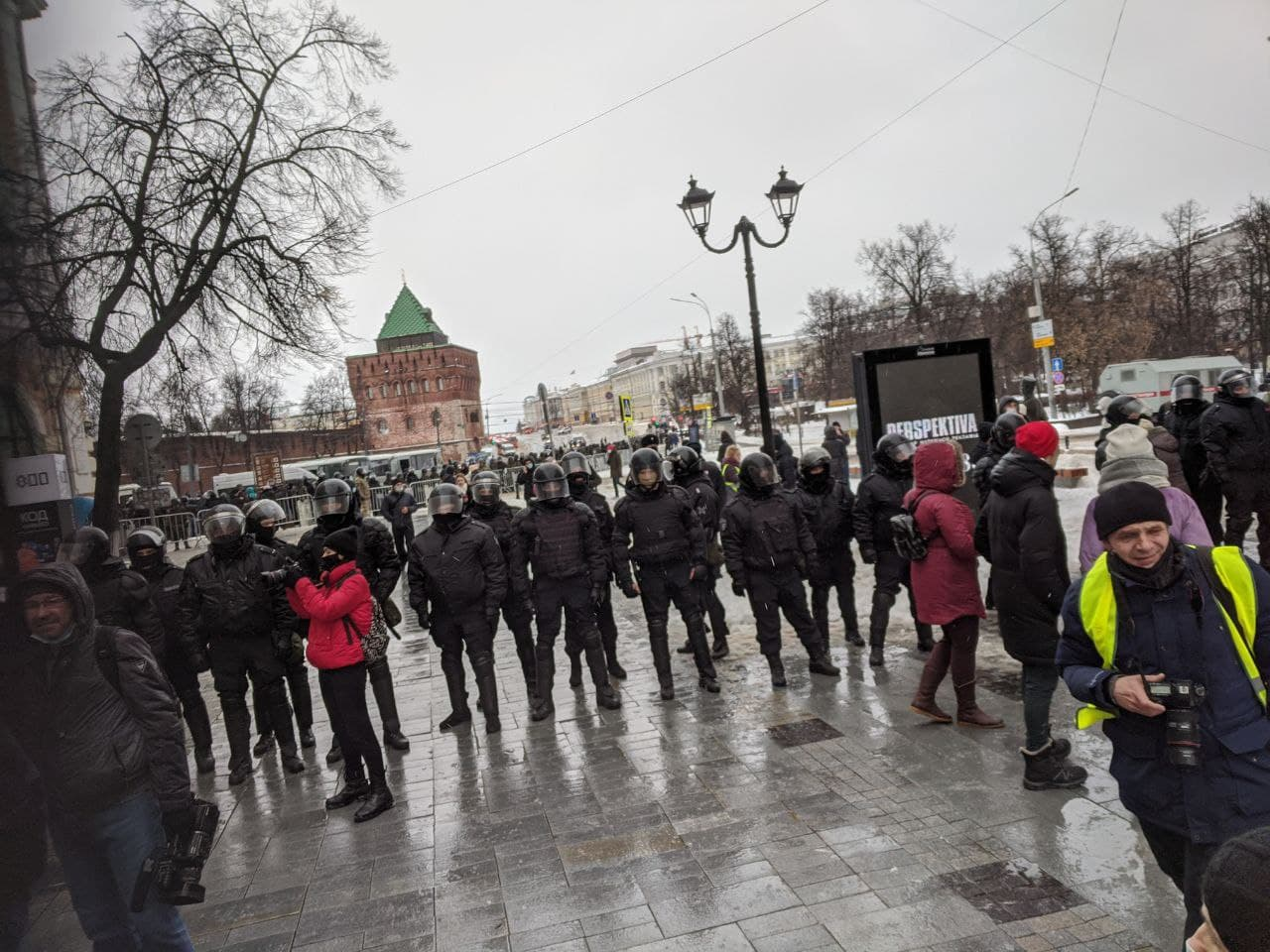
Piața Minin și Pozharsky, Nijni Novgorod

La Moscova, înainte de începerea protestelor, autoritățile au închis culoarele mai multor stații de metrou din centrul orașului (inclusiv Aleksandrovsky Sad, Okhotny Ryad, Teatralnaya, Ploshchad Revolyutsii, Kuznetsky Most, Lubyanka și Kitay-gorod) și au restricționat circulația în părți ale centrului orașului, inclusiv închiderea de restaurante și magazine. Clădirea FSB din Piața Lubyanka a fost de asemenea închisă. Organizatorii protestului au schimbat locul începutului mitingului la stațiile de metrou Sukhaurevskaya și Krasnye Vorota. Poliția a început să-i aresteze pe protestatari la stații, iar intrările și ieșirile la stații au fost apoi închise la cererea poliției.  Locația a fost apoi schimbată în Piața Komsomolskaya.intrarea și ieșirea la stațiile Krasnoselskaya și Sokolniki au fost apoi închise. Protestatarii s-au mutat apoi către Matrosskaya Tishina, unde era ținut Navalnîi. Soția lui Aleksei Navalnîi, Yulia Navalnaya, a fost reținută din nou după ce a participat la protestul de la Sokolniki; a fost eliberată câteva ore mai târziu și a fost întocmit un protocol privind încălcarea legii de protest împotriva ei. După ce poliția a început arestările în masă și a dispersat protestatarii în afara Matrosskaya Tishina, protestatarii s-au întors în Piața Komsomolskaya. Politia a blocat apoi strada Olkhovskaya, prinzându-i pe protestatari. Politicianul de opoziție Ilya Yashin a fost reținut.
În Sankt Petersburg, organizatorii protestului au mutat mitingul în Piața Pionerskaya după ce autoritățile au închis Nevsky Prospect. Protestatarii s-au adunat în preajma Teatrului de Tineret Bryantsev.  Rapperul Oxxxymiron a participat la protestul orașului de ziua sa și a fost ulterior reținut de poliție; ulterior a fost eliberat. Protestatarii s-au mutat apoi în Piața Sennaya, unde au izbucnit ciocniri între polițiști și protestatari, iar poliția a folosit gaze lacrimogene după ce protestatarii au încercat să salveze deținuții. Poliția ar fi folosit, de asemenea, pistoale paralizante și a fost publicat un videoclip cu un ofițer de poliție care-și scotea pistolul. După dispersarea protestatarilor în Piața Pionerskaya, protestatarii au mers de-a lungul Zagorodny Prospekt către Moskovsky Prospekt. Protestatarii s-au mutat apoi în afara clădirii adunării legislative a orașului, unde s-au ciocnit cu poliția și au fost dispersați cu forța. Protestatarii s-au mutat apoi în apropierea Teatrului de Tineret Bryantsev, unde organizatorii au anunțat sfârșitul mitingului, iar protestatarii au fost în sfârșit dispersați de poliție.
În Nijni Novgorod, Garda Națională și poliția au blocat Minin și Piața Pozharsky.Stația de metrou Gorkovskaya a fost, de asemenea, închisă. Detențiile de protestatari au început după-amiaza pe Strada Bolshaya Pokrovskaya, lângă fostul cinematograf Oktyabr. Jurnalistul Alexander Pichugin a fost de asemenea reținut acolo. Protestatarii au părăsit strada și au început să se adune în Minin și în Piața Pozharsky lângă monumentul Kuzma Minin. OMON și poliția i-au împins pe protestatari afară din piață.
În Ekaterinburg, majoritatea stațiilor de metrou au fost închise (de la Prospekt Kosmonavtov la Ploshchad 1905 Goda). Fostul primar al orașului, Yevgeny Roizman, a participat din nou la protestul orașului, în ciuda unui avertisment din partea procuraturii. În jur de 7.000 de protestatari s-au adunat în oraș potrivit estimărilor din mass-media.
Potrivit Tayga.info, în jur de 6.000 de protestatari s-au adunat în Novosibirsk, mai mulți ca la protestul trecut.
Roskomnadzor, organul de supraveghere al comunicațiilor de stat, a avertizat mass-media cu privire la amenzi grele pentru „răspândirea știrilor false cu privire la mitingurile neautorizate”, inclusiv publicarea „cifrelor umflate cu privire la numărul de participanți la mitinguri ilegale”.
Potrivit OVD-Info, 5.611 persoane au fost reținute, dintre care peste 1.800 la Moscova și peste 1.300 dintre ele la Sankt Petersburg. De asemenea, conform OVD-Info, cel puțin 82 de jurnaliști au fost reținuți..

### 2 febuarie
Susținătorii Navalnîi s-au adunat în fața din Tribunalului Orășenesc Moscova , unde instanța examinează o cerere din partea Serviciului Federal al Penitenciarelor (FSIN) de înlocuire a pedepsei suspendate a lui Navalnîi cu o pedeapsă cu închisoarea. Navalnîi a fost acuzat că a încălcat o pedeapsă cu suspendare pe care a primit-o în 2014 în timp ce se afla în Germania, sentință pe care Curtea Europeană a Drepturilor Omului (CEDO) din 2017 a decis-o anterior ca fiind „arbitrară și nerezonabilă”. Potrivit OVD-Info, la acea vreme erau 354 de persoane reținute, inclusiv patru în Izhevsk.
Instanța a decis că pedeapsa de trei ani și jumătate cu suspendare a lui Navalnîi trebuia înlocuită cu o pedeapsă cu închisoarea, minus timpul petrecut în arest la domiciliu, ceea ce înseamnă că va petrece peste doi ani și jumătate într-o închisoare.
În urma verdictului, echipa lui Navalnîi a cerut proteste imediate lângă Kremlin în Piața Manezhnaya din Moscova. Un număr mare de forțe de poliție antirevoltă au fost dislocate în piață și în alte zone din centrul Moscovei. Poliția a înconjurat apoi Piața Manezhnaya și Piața Pushkinskaya . Piața Roșie a fost, de asemenea, închisă mai devreme. De asemenea au fost închise stațiile de metrou Okhotny Ryad , Teatralnaya și Ploshchad Revolyutsii. Aproximativ o mie de protestatari s-au adunat pe Strada Tverskaya și se estimează că două mii au mers  jos pe Petrovskiy Pereulok. Principalul grup de protestatari s-a îndreptat apoi spre Piața Pușkin . Poliția a împrăștiat protestatarii cu forța și au existat cazuri de violență a poliției.
La Sankt Petersburg ,stațiile de metrou Gostiny Dvor și Nevsky Prospekt au fost închise. Mayakovskaya și Ploshchad Vosstaniya au fost închise mai târziu. 
Potrivit OVD-Info, în total au fost reținute 1.463 de persoane, inclusiv peste 1.180 la Moscova și 280 la Sankt Petersburg.

### Urmări
La 4 februarie, Leonid Volkov, șeful de cabinet al lui Navalnîi, a anunțat că protestele vor fi suspendate cel puțin până în primăvară pentru a se concentra asupra alegerilor parlamentare din toamnă. A spus: "Dacă ieșim în fiecare săptămână, alte mii vor fi reținute și alte sute bătute ... Munca sediului regional va fi paralizată și va fi imposibil să lucrăm la alegeri. Nu asta vrea Aleksei de la noi. Aleksei ne-a cerut să ne concentrăm asupra acestei toamne ". El a mai spus că echipa sa va lucra la scoaterea lui Navalnîi din închisoare folosind „metode de politică externă”, inclusiv lucrând pentru a se asigura că liderii străini pun presiuni asupra lui Putin și guvernului său pentru a-l elibera pe Navalnîi.
La 6 februarie, guvernul rus a expulzat trei diplomați, fiecare din Germania, Polonia și Suedia, pentru că ar fi participat la protestele din 23 ianuarie, ceea ce a dus la protestele liderilor SUA și ai UE. La 8 februarie, guvernele Germaniei, Poloniei și Suediei au expulzat fiecare câte un diplomat rus ca răspuns.
La 9 febuarie, Volkov a anunțat noi proteste în țară pe 14 febuarie în ceea ce spune el că va fi: „un format complet diferit”, trecând de la protestele de stradă pentru a evita confruntarea directă cu poliția. Volkov a invitat suporterii să se adune în curți și să ridice telefoanele cu lanterna aprinsă în timpul serii. Volkov a declarat: „Sute de mii de oameni au ieșit pe străzile rusești pe 23 ianuarie și pe 31 ianuarie. Răspunsul a fost un val fără precedent de violență și represiune ... Trebuie să găsim o modalitate de a o depăși și de a organiza un eveniment pe care polițiștii antirevoltă nu o poate preveni și toată lumea ar putea participa”. De asemenea, el a adresat remarcile sale anterioare privind suspendarea protestelor, spunând: „Expresia mea slab formulată a fost interpretată de toată lumea că protestele sunt anulate. A fost un moment destul de dificil”.
La 11 februarie, procurorii federali ruși au avertizat împotriva participării și incitării la demonstrații în masă neautorizate, amenințând că vor fi acuzați de delict împotriva utilizatorilor de internet care susțineau „revolte”. În aceeași zi, agențiile de știri de stat TASS și RIA Novosti au raportat, folosind aceleași citate și citând surse din forțele de ordine, că se pregătesc atacuri teroriste pentru viitoarele mitinguri, „cei mai experimentați și de încredere militanți” fiind pregătiți să comită infracțiuni în timpul acțiunilor de stradă.

### 14 febuarie
O serie de acțiuni împotriva represiunii au avut loc în Rusia de Ziua Îndrăgostiților. În acțiunea numită „Dragostea este mai puternică decât frica” organizată de echipa lui Navalnîi, au avut loc proteste în curți în toată Rusia în timpul serii. Un medic care a lucrat la un spital de coronavirus din Moscova a împărtășit o fotografie cu el participând la protestul cu lanterne, însă a spus că a fost concediat a doua zi, spunând că „așa fac cu toți disidenții din Rusia”.
La Moscova, sute de femei au format un "lanț de solidaritate" de-a lungul străzii Arbat pentru a o sprijini pe soția lui Navalnîi și femeile victime ale represiunii, inspirându-se din protestele conduse de femei desfășurate în Belarus. În ciuda faptului că nu a fost autorizat, nu a existat prezența poliției. Un lanț uman similar a avut loc la Sankt Petersburg la Voskresenskaya Naberezhnaya.
O manifestare autorizată împotriva represiunii a avut loc la Kazan în Piața Mileniului, organizată de reprezentanții Iabloko, PARNAS și Frontul de Stânga. Autoritățile au permis până la 200 de participanți, invocând restricții pentru combaterea coronavirusului, cu toate acestea, Kommersant a raportat că aproximativ 1.000 de persoane au participat la miting. Protestatarii au cerut eliberarea deținuților politici, inclusiv Navalnîi.
Potrivit OVD-Info, în total 19 persoane au fost reținute în acea zi. Purtătorul de cuvânt al Kremlinului, Dmitri Peskov, a declarat că nu au existat arestări în masă, deoarece acțiunile pro-Navalnîi au avut loc fără încălcarea legii.

### Urmări
În martie, echipa lui Aleksei Navalnîi a lansat o campanie pentru eliberarea sa, numită „Libertate pentru Navalnîi!” unde cei care locuiesc în Rusia se pot angaja să participe la un protest viitoar pe site-ul echipei Navalnîi. Odată ce se va ajunge la 500.000 de oameni, echipa lui Navalnîi va anunța o dată pentru viitoarea demonstrație în masă.
La 18 aprilie, echipa Navalnîi a anunțat noi proteste la nivel național pentru 21 aprilie, spunând că Navalnîi a fost ucis în închisoare și, în timp ce scopul era să ajungă la 500.000 de oameni (numărul de oameni ajungând la peste 450.000 în acea zi), nu a fost posibil să mai aștepțe.

### 21 aprilie
Înainte de ora stabilită a protestelor la nivel național, care era ora 19:00, ora Moscovei, mulți oameni au început să protesteze, manifestările cele mai mari fiind în Irkutsk și Novosibirsk. 186 de persoane au fost reținute începând cu ora 17:00, ora Moscovei, numărul crescând la 221 până la ora 18:00. În acele ore, au început demonstrații la scară largă în Irkutsk, Novosibirsk, Perm și Ekaterinburg, protestele începând să se declanșeze la Moscova și la St Petersburg, în timp ce forțele de poliție au înființat baricade în multe dintre orașele menționate anterior.
La scurt timp după începerea protestelor, aproximativ 400 de persoane din toată Rusia au fost reținute de poliție. În acel moment, numărul protestatarilor din Moscova și Sankt Petersburg a crescut puternic, în special pe Strada Tverskaya din prima. În acel moment, soția lui Aleksei Navalnîi, Yulia Navalnaya, se alăturase protestatarilor de la Moscova, urmată de fratele lui Aleksei Navalnîi, Oleg, ceva timp mai târziu.  Poliția a dat o cifră de 6.000 de protestatari în Piața Manezhnaya, în timp ce observatori independenți și mass-media locale au dat estimări substanțial mai mari.
La Sankt Petersburg, poliția a început reținerea în masă a protestatarilor în Piața Sennaya în jurul orei 20:29. În acel moment, MVD a dat o cifră de 4.500 de protestatari la Sankt Petersburg. În timp ce poliția antirevoltă a reținut protestatarii în Piața Sennaya, poliția a reușit să disperseze mulțimea, doar pentru ca mulțimea să se mute pe Strada Rubinstein.
Potrivit OVD-Info, 1.756 de persoane au fost reținute, dintre care 799 au fost reținute la Sankt Petersburg și 119 deținute la Ufa.

## În alte țări

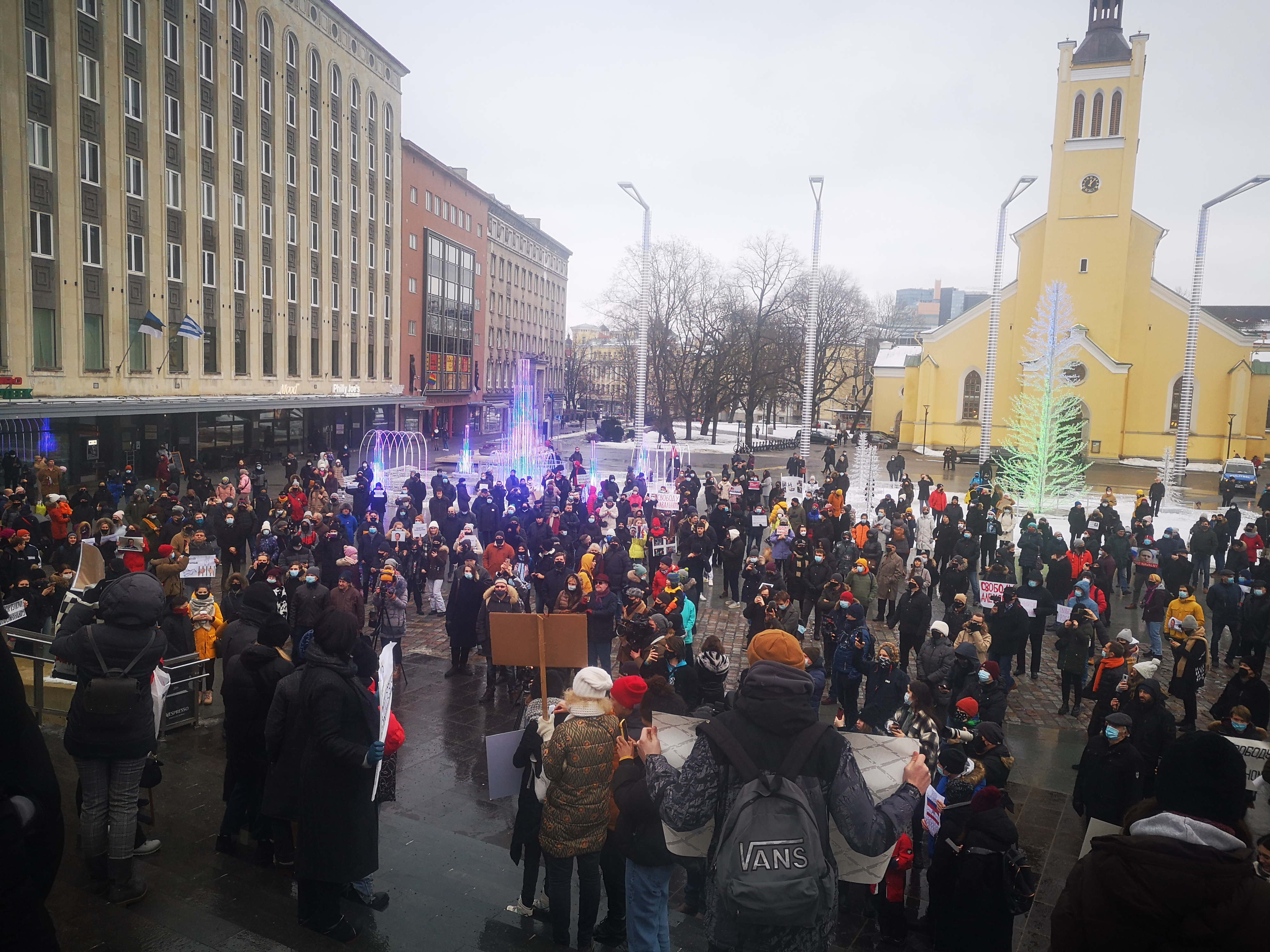
Piața Libertății, Talinn (Estonia)

Proteste s-au ținut de asemenea în orașe din întreaga lume, inculzând Berlin, München, Praga, Cracovia, Helsinki, Londra, Tallinn, Haga, Denver, Viena, Tel Aviv, Copenhaga, și Tokyo.

#### 23 ianuarie

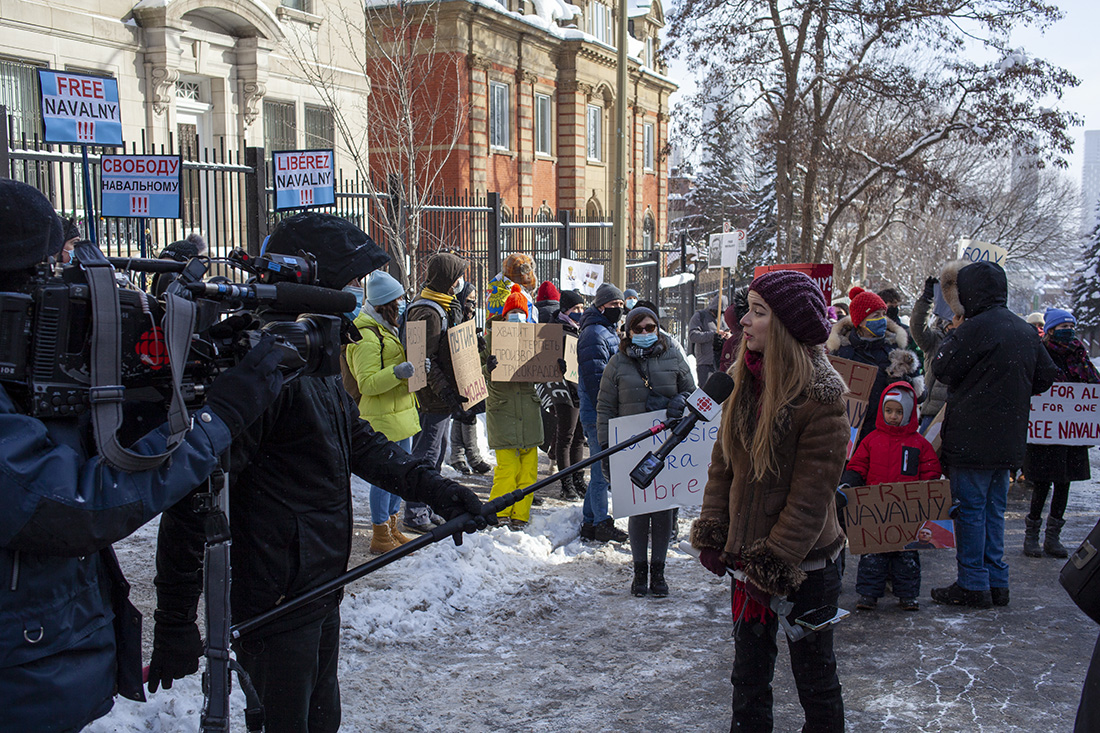
Consulatul general al Federației Ruse în Montreal (Canada)

La Haga, în Olanda, în jur de 250 de oameni s-au adunat pentru a protesta. În Berlin, Germania în jur de 1.000 de protestatari s-au adunat. În Copenhaga, Danemarca în jur de 150 de oameni s-au adunat în fața ambasedei Rusiei.
În Stockholm, Suedia în jur de 80 de oameni s-au adunat la ambasada Rusiei. În Göteborg, în jur de 20 de persoane s-au adunat în afara consulatului rus.
La Belgrad, Serbia în jur de 10 persoane s-au adunat în afara Bisericii Sfântul Sava înainte ca poliția să vină pentru că „s-au încălcat măsurile de combatere a coronavirusului”.
La Tel Aviv, Israel, se estimează că aproximativ 1.500 - 2.000 de oameni s-au adunat la un miting lângă ambasada Rusiei. Din cauza restricțiilor legate de COVID, mulțimea a fost rugată să se disperseze de către organizatori. Câteva sute de manifestanți s-au îndreptat apoi către ambasada Rusiei. Se estimează că alți 600 până la 1000 de protestatari s-au adunat la un miting de la Haifa.
În Moldova, au fost proteste atât în favoarea lui Navalnîi, cât și împotriva acestuia.
În Guam, un grup de 15 oameni ai minorității ruse au protestat împotriva intervenției americane.

#### 31 ianuarie
Mișcarea de solidaritate a comunităților ruse din străinătate s-a extins și mai mult, întrucât un total de aproximativ 3.000 au participat la mitinguri în mai multe orașe europene importante, precum și în Philadelphia și San Francisco. S-au ținut mitinguri în sprijinul lui Navalnîi și în Australia și Noua Zeelandă. Simultan, s-au ținut mici mitinguri de aproximativ 20 de persoane la Sydney, în sprijinul guvernului rus.

#### 21 aprilie
În solidaritate cu greva foamei lui Navalnîi, au avut loc proteste într-o serie de orașe rusești și internaționale, printre care se numără Roma, Riga, Tbilisi, Londra, Berlin și Tel Aviv.

## Reacții

### Interne
Purtătorul de cuvânt al Kremlinului Dmitry Peskov, a acuzat Statele Unite de amestecare în afacerile interne din Rusia. Ambasada SUA trimis o alertă de avertizare a cetățenilor americani cu privire la locul protestelor de la Moscova și SUA. Cetățenii americani cu privire la locul protestelor la Moscova și oficialii americani au criticat, de asemenea, represiunea poliției. De asemenea, Peskov a minimizat amploarea protestelor, spunând că „puțini oameni au ieșit” și că „mulți oameni votează pentru Putin”.

### Externe
Secretarul Britanic pentru Afaceri Externe Dominic Raab, a condamnat „Autoritățile ruse pentru folosirea violenței împotriva protestatarilor pașnici și jurnaliștilor” și în același timp a cerut guvernului rus să ”elibereze oamenii arestați în timpul demonstrațiilor pașnice”. Ministerul Afacerilor Externe Britanic într-o declarație a spus că  este „profund îngrijorat de reținerea protestatarilor pașnici "și că continuă" să monitorizeze îndeaproape situația”.
Purtătorul de cuvânt al Departamentului de stat al SUA Ned Price, a condamnat ceea ce a numit „tactici dure împotriva protestatarilor și jurnaliștilor” și a cerut autorităților ruse să„elibereze pe toți cei reținut în exercitarea drepturilor lor fundamentale”. A îndemnat de asemenea Rusia să „coopereze pe deplin cu ancheta comunității internaționale cu privire la otrăvirea lui Aleksey Navalnîi și să explice în mod credibil utilizarea unei arme chimice în propria țară”.
Înaltul Reprezentant al UE, Josep Borrell, a declarat că va presa pentru eliberarea lui Navalnîi când va vizita Moscova la 5 februarie 2021, spunând că ar fi „o bună oportunitate de a discuta cu omologul meu rus toate problemele relevante, de a transmite mesaje clare cu privire la situatia actuala". Miniștrii de externe ai UE au dezbătut sancțiunile asupra Rusiei, însă au retras noi sancțiuni pentru moment.
Ministrul japonez de externe Toshimitsu Motegi a cerut guvernului rus să-l elibereze pe Navalnîi, cerând „transparență și aducerea în fața justiției a autorilor otrăvirii lui Navalnîi. Motegi afirmă, de asemenea, că „Guvernul japonez urmărește cu atenție (situația) cu îngrijorare. Vrem să cerem eliberarea domnului Navalny și a celor care au fost reținuți în mod arbitrar în timp ce se angajau în demonstrații pașnice”.

## Galerie

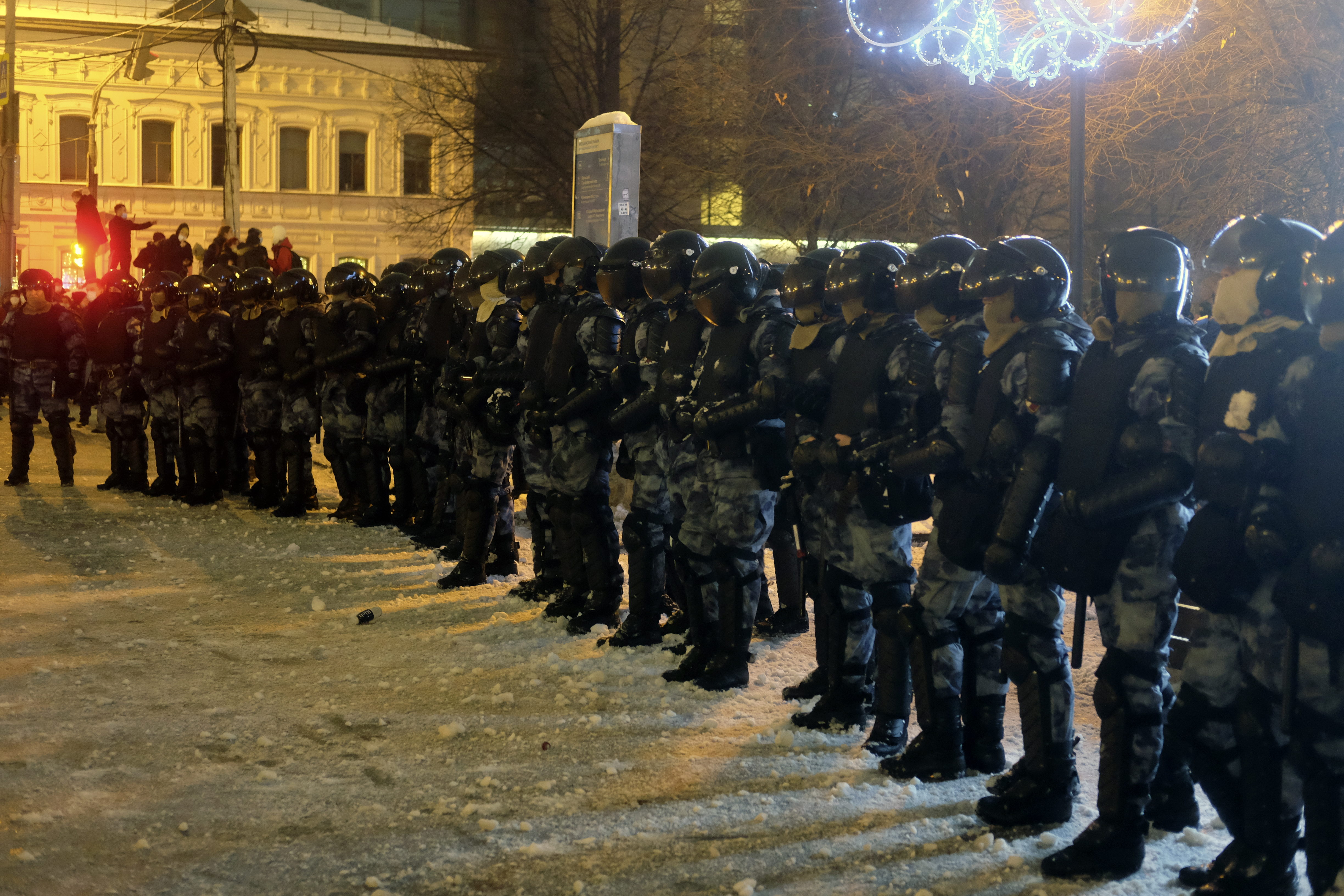
Bulevardul Tsvetnoy, Moscova
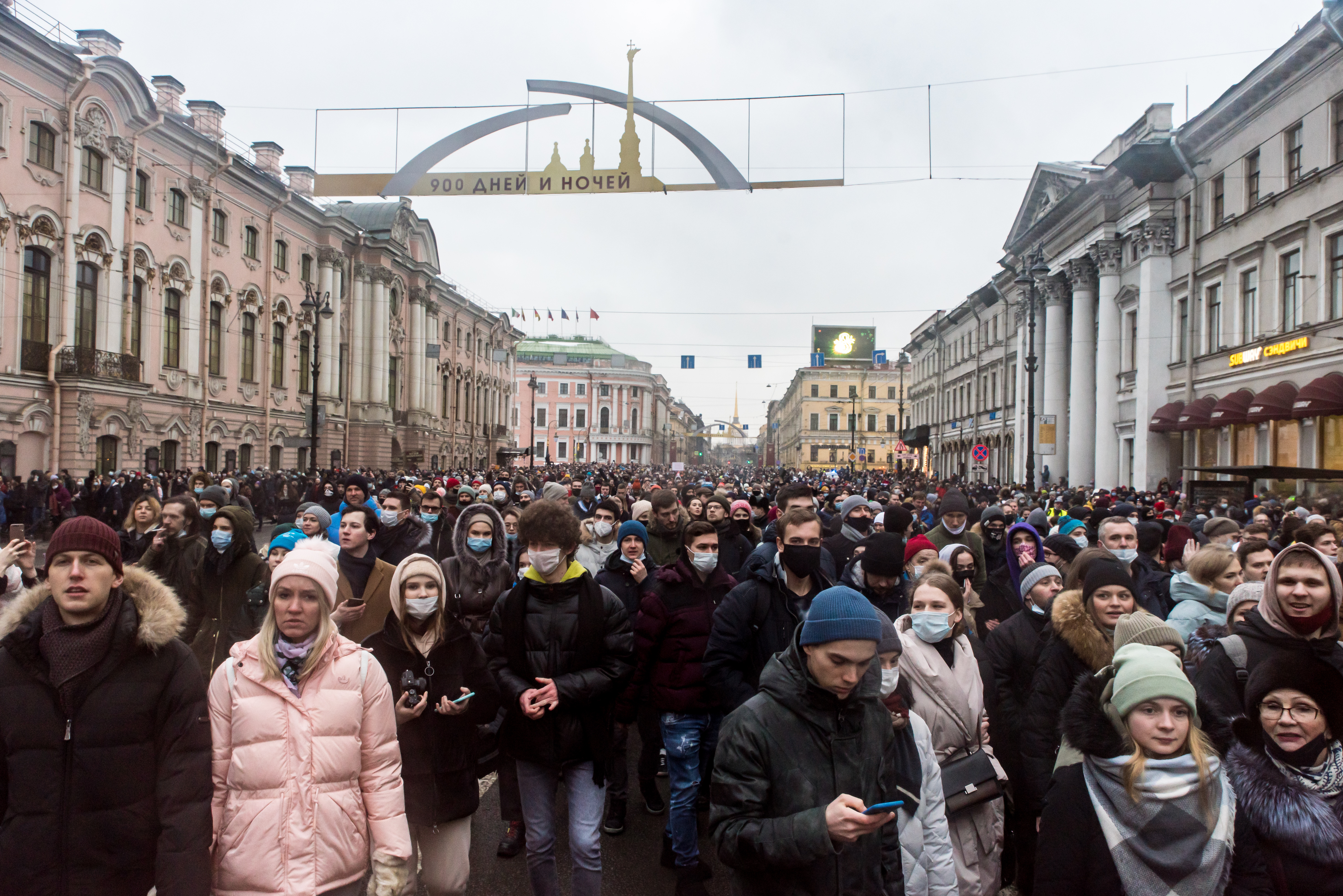
Nevsky Prospekt, St.Petersburg
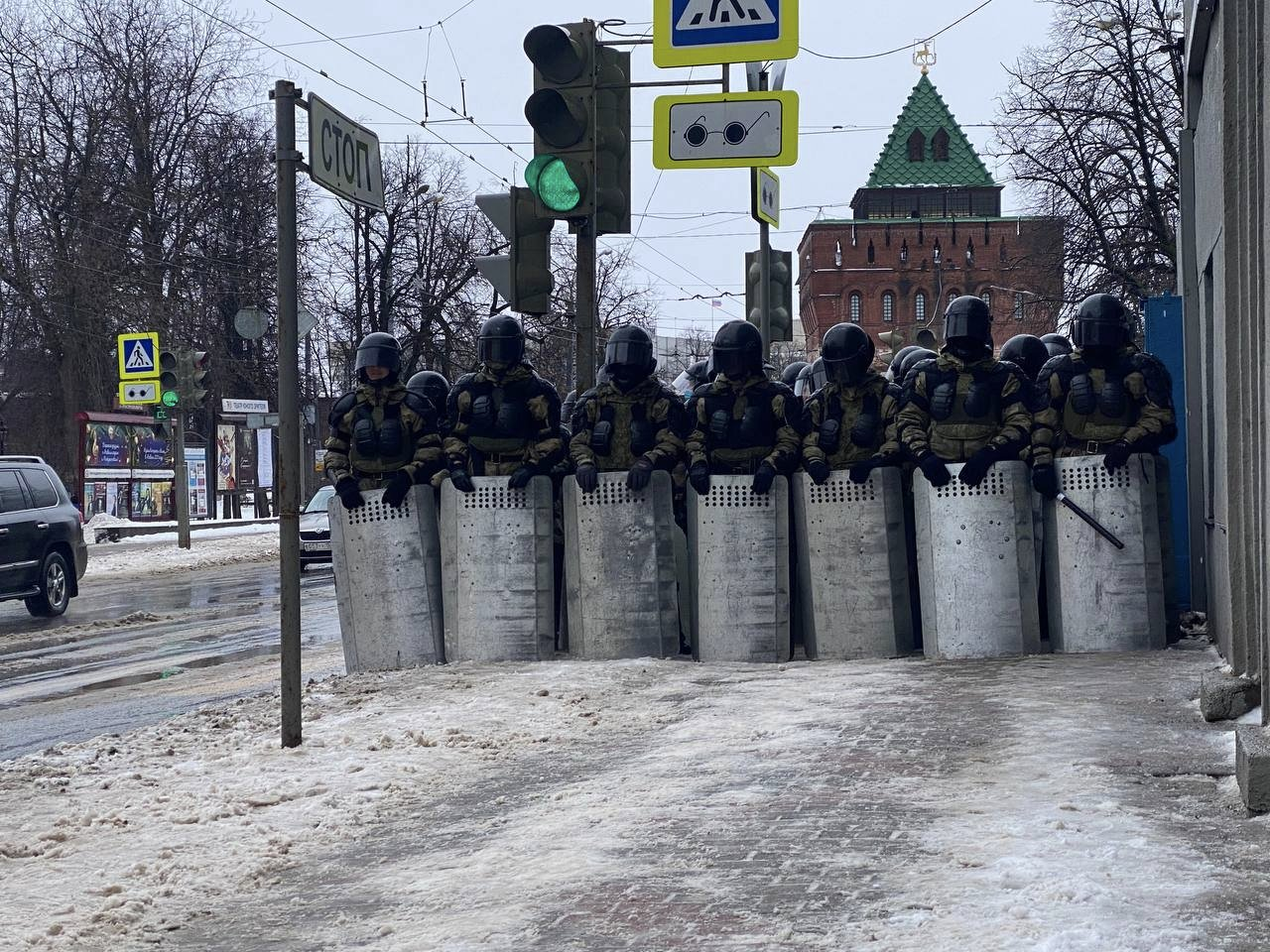
Piața Minin și Pozharsky, Nizhny Novgorod
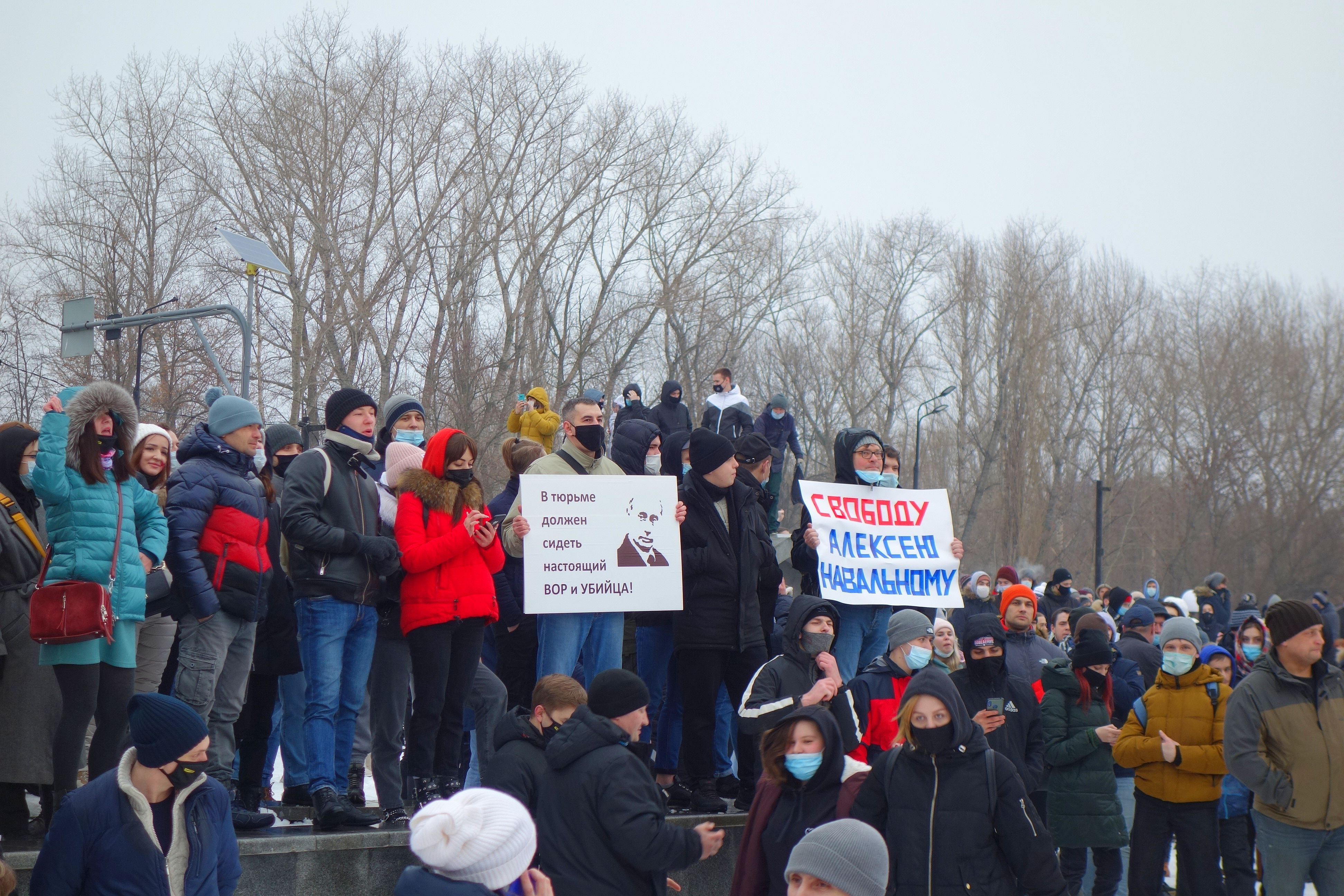
Lipetsk